# عيش فينو
العيش الفينو عبارة عن خبز أسطواني طويل نوعاً ما يُشبه الخبز الفرنسي لكنه أقدم منه لأن هذا الشكل للخبز مصور على المعابد المصرية القديمة في تقديم القرابين، ومصدرها مصر مصنوعة من دقيق القمح. إنه أكثر أنواع الخبز شيوعًا في البلاد بعد الخبز البلدي. لها قوام ناعم وغالبًا ما يتم تقطيعها للسماح بالحشو، وتشمل الأنواع الشائعة أنواعًا مختلفة من الجبن أو الحلاوةأو كبد البقر المقلي. الأرغفة رفيعة وطويلة، يبلغ طولها عادة حوالي 20 سم. من ناحية أخرى، يمكن أن يختلف العرض اختلافًا كبيرًا، لكن نادراً ما تجعله المخابز أكبر من بضعة سنتيمترات.
هناك من يقوم بتصنيعه منزليًا بطحين القمح الكامل (الأسمر)